# Jekaterina Walerjewna Gnidenko
Jekaterina Walerjewna Gnidenko (russisch Екатерина Валерьевна Гниденко; englische Transkription Ekaterina Gnidenko; * 11. Dezember 1992 in Tula) ist eine ehemalige russische Radrennfahrerin, die hauptsächlich auf der Bahn aktiv war.

## Sportliche Laufbahn
2009 wurde Jekaterina Gnidenko bei den Junioren-Bahnmeisterschaften in Moskau Dritte im Teamsprint, gemeinsam mit Olga Hudenko. 2010 wurde sie in Sankt Petersburg zweifache Europameisterin im Teamsprint und im Sprint sowie Dritte der EM im 500-Meter-Zeitfahren. Im selben Jahr stellte sie in Montichiari gemeinsam mit Anastassija Woinowa im Teamsprint mit 35,029 Sekunden einen neuen Juniorinnenweltrekord über 500 Meter auf. 2011 gewann sie das Alexander Lesnikow Memorial im Teamsprint zusammen mit Jelena Breschniwa; im Keirin und im Sprint belegte sie jeweils Platz zwei. Im Sprint und im Teamsprint wurde sie russische Vize-Meisterin sowie Dritte bei der Nachwuchs-Bahn-EM im Keirin.
Bei den UCI-Bahn-Weltmeisterschaften 2012 in Melbourne errang Jekaterina Gnidenko die Silbermedaille im Keirin. Bei den UEC-Bahn-Europameisterschaften 2015 im schweizerischen Grenchen wurde sie Dritte im Keirin. 2019 wurde sei beim Lauf des Weltcups in Minski mit Natalja Sergejewna Antonowa Zweite im Teamsprint Zweite. Beim Lauf des UCI Track Cycling Nations’ Cup 2021 in Sankt Petersburg wurde sie mit Alina Lyssenko, Polina Waschchenko und Ksenia Andrejewa erneut Zweite im Teamsprint.

### Dopingsperre 2016
Im Juni 2016 wurde bekannt, dass Gnidenko wegen einer positiven Anabolika-Analyse der Olympischen Spiele 2012 in London vorläufig vom Weltradsportverband UCI suspendiert wurde. Zwar war sie nicht in die Medaillenränge gefahren, könnte aber ihre nach den Spielen bei den UEC-Bahn-Europameisterschaften 2012 errungene Silbermedaille im Keirin verlieren. Wenig später fiel auch die B-Probe positiv aus. Bei den nachträglichen Tests zu den Spielen 2012 fielen insgesamt 32 Sportler auf, Gnidenko war der einzige Fall im Radsport. Im Juni 2018 wurde sie vom Weltradsportverband UCI wieder zur Teilnahme an Wettbewerben zugelassen, da im Falle einer Sperre diese inzwischen abgelaufen sei. Im Juli 2018 wurde Gnidenkos Einspruch gegen ihre Suspendierung vom Internationalen Sportgerichtshof (CAS) abgewiesen.
Wenig Wochen nach ihrer Freigabe durch die UCI ging Gnidenko bei den russischen Bahnmeisterschaften an den Start und belegte im Sprint Platz drei sowie im Teamsprint Platz zwei.

## Erfolge
2009
- Junioren-Weltmeisterschaft – Keirin
- Junioren-Weltmeisterschaft – Teamsprint (mit Olga Hudenko)

2010
- Junioren-Weltmeisterin – Keirin, Teamsprint (mit Anastassija Woinowa)
- Junioren-Europameisterin – Sprint, Teamsprint (mit Anastassija Woinowa)

2011
- U23-Europameisterschaft – Teamsprint (mit Jelena Breschniwa)
- U23-Europameisterschaft – Keirin

2012
- Weltmeisterschaft – Keirin
- Europameisterschaft – Keirin

2013
- U23-Europameisterschaft – Teamsprint (mit Anastassija Woinowa)

2015
- Bahnrad-Weltcup in Cali – Teamsprint (mit Darja Schmeljowa)
- Europameisterschaft – Keirin

## Teams
- 2012 Petroholding Leningrad